# Pierre-Luc Dubois
Pierre-Luc Dubois (* 24. června 1998) je profesionální kanadský hokejový centr momentálně hrající v týmu Washington Capitals v severoamerické lize NHL. V roce 2016 byl draftován již v 1. kole jako 3. celkově týmem Columbus Blue Jackets.

## Ocenění a úspěchy
- 2016 CHL – Top Prospects Game
- 2016 QMJHL – Michael Bossy Trophy
- 2016 QMJHL – Paul Dumont Trophy
- 2016 QMJHL – Druhý All-Star Tým
- 2018 MS – Nejproduktivnější junior
- 2022 MS – All-Star Tým
- 2022 MS – Nejlepší hráč na vhazování
- 2022 MS – Top tří nejlepších hráčů v týmu

## Prvenství
- Debut v NHL – 6. října 2017 (Columbus Blue Jackets proti New York Islanders)
- První gól v NHL – 6. října 2017 (Columbus Blue Jackets proti New York Islanders, německému brankáři Thomas Greiss)
- První asistence v NHL – 2. listopadu 2017 (Florida Panthers proti Columbus Blue Jackets)
- První hattrick v NHL – 29. března 2018 (Calgary Flames proti Columbus Blue Jackets)

## Klubové statistiky
| Sezóna      | Klub                         | Soutěž      |     | Základní část | Základní část | Základní část | Základní část | Základní část |    | Play off | Play off | Play off | Play off | Play off |
| Sezóna      | Klub                         | Soutěž      | Z   | G             | A             | B             | TM            | Z             | G  | A        | B        | TM       |          |          |
| 2014–15     | Cape Breton Screaming Eagles | QMJHL       | 54  | 10            | 35            | 45            | 58            | 7             | 2  | 3        | 5        | 6        |          |          |
| 2015–16     | Cape Breton Screaming Eagles | QMJHL       | 62  | 42            | 57            | 99            | 112           | 12            | 7  | 5        | 12       | 14       |          |          |
| 2016–17     | Cape Breton Screaming Eagles | QMJHL       | 20  | 6             | 12            | 18            | 33            | —             | —  | —        | —        | —        |          |          |
| 2016–17     | Blainville-Boisbriand Armada | QMJHL       | 28  | 15            | 22            | 37            | 45            | 19            | 9  | 13       | 22       | 26       |          |          |
| 2017–18     | Columbus Blue Jackets        | NHL         | 82  | 20            | 28            | 48            | 49            | 6             | 2  | 2        | 4        | 6        |          |          |
| 2018–19     | Columbus Blue Jackets        | NHL         | 82  | 27            | 34            | 61            | 64            | 10            | 2  | 3        | 5        | 14       |          |          |
| 2019–20     | Columbus Blue Jackets        | NHL         | 70  | 18            | 31            | 49            | 49            | 10            | 4  | 6        | 10       | 4        |          |          |
| 2020–21     | Columbus Blue Jackets        | NHL         | 5   | 1             | 0             | 1             | 2             | —             | —  | —        | —        | —        |          |          |
| 2020–21     | Winnipeg Jets                | NHL         | 41  | 8             | 12            | 20            | 36            | 7             | 0  | 3        | 3        | 8        |          |          |
| 2021–22     | Winnipeg Jets                | NHL         | 81  | 28            | 32            | 60            | 106           | —             | —  | —        | —        | —        |          |          |
| 2022–23     | Winnipeg Jets                | NHL         | 73  | 27            | 36            | 63            | 77            | 5             | 2  | 2        | 4        | 8        |          |          |
| 2023–24     | Los Angeles Kings            | NHL         | 82  | 16            | 24            | 40            | 70            | 5             | 1  | 0        | 1        | 20       |          |          |
| 2024–25     | Washington Capitals          | NHL         | 82  | 20            | 46            | 66            | 76            | 10            | 0  | 3        | 3        | 12       |          |          |
| NHL celkově | NHL celkově                  | NHL celkově | 598 | 165           | 243           | 408           | 529           | 53            | 11 | 19       | 30       | 72       |          |          |

## Reprezentace
| Rok                            | Tým                            | Soutěž                         | Z  | G  | A  | B  | TM |
| ------------------------------ | ------------------------------ | ------------------------------ | -- | -- | -- | -- | -- |
| 2015                           | Kanada 18                      | MS-18                          | 6  | 0  | 1  | 1  | 4  |
| 2015                           | Kanada 18                      | MIH-18                         | 4  | 0  | 3  | 3  | 0  |
| 2017                           | Kanada 20                      | MSJ                            | 7  | 0  | 5  | 5  | 6  |
| 2018                           | Kanada                         | MS                             | 9  | 3  | 4  | 7  | 2  |
| 2019                           | Kanada                         | MS                             | 8  | 3  | 4  | 7  | 6  |
| 2022                           | Kanada                         | MS                             | 10 | 7  | 6  | 13 | 12 |
| 2024                           | Kanada                         | MS                             | 10 | 4  | 5  | 9  | 6  |
| Juniorská reprezentace celkově | Juniorská reprezentace celkově | Juniorská reprezentace celkově | 17 | 0  | 9  | 9  | 10 |
| Seniorská reprezentace celkově | Seniorská reprezentace celkově | Seniorská reprezentace celkově | 37 | 17 | 19 | 36 | 26 |